# Johannes van Hoolwerff
Johannes Cornelis van Hoolwerff (* 13. April 1878 in Hoorn; † 2. August 1962 in Heemstede) war ein niederländischer Segler.

## Erfolge
Johannes van Hoolwerff gewann 1928 in Amsterdam bei den Olympischen Spielen in der 8-Meter-Klasse die Silbermedaille. Er war Skipper der Hollandia, die in sieben Wettfahrten zwei Siege einfuhr und damit hinter dem französischen Boot L’Aile VI Zweiter wurde. Die Schweden wurden mit der Sylvia zwar ebenfalls zweimal Erste und erreichten wie die Hollandia auch zweimal den zweiten Platz, ausschlaggebend für die Platzierung war aber letztlich die Anzahl der dritten Plätze, die sich bei der Hollandia auf dreimal belief, bei der Sylvia dagegen nur auf einmal. Zur Crew der Hollandia gehörten Lambertus Doedes, Hendrik Kersken, Cornelis van Staveren, Gerard de Vries Lentsch und Maarten de Wit.